# Frontier Martial-Arts Wrestling
La Frontier Martial-Arts Wrestling è stata una federazione di puroresu giapponese, fondata nel 1990 da Atsushi Onita e fallita nel 2002.

## Storia
Venne fondata il 28 luglio 1989 da Atsushi Onita, ex atleta della All Japan Pro Wrestling, ritiratosi da qualche anno per via di un infortunio.
Onita riuscì in brevissimo tempo ad attirare sulla nuova federazione l'attenzione nazionale ed internazionale, facendone una delle più grandi del Giappone e del mondo: egli promosse un nuovo stile di wrestling, noto come stile degli incontri della morte (deathmatch), ma altrimenti noto come garbage (letteralmente spazzatura, spregiativo usato da Giant Baba per definire il nuovo stile) ed importato in occidente con il nome hardcore o ultraviolence.
Lo stile si basava sull'organizzazione di incontri spettacolari e violentissimi basati sull'uso di armi, filo spinato, oggetti esplosivi ecc... nonché su acrobazie e, più in generale, su un approccio decisamente maturo, che incontrò il gusto dei tifosi giapponesi, che accorrevano a migliaia e, addirittura, a decine di migliaia, tanto da regalare per anni "tutti esauriti" alla promozione.
La federazione proponeva questo stile anche al livello di un'agguerrita categoria femminile nonché della categoria dei pesi leggeri, di coppia e di trio.
Essa riuscì a organizzare numerose faide con varie federazioni del panorama nazionale.
Il 5 maggio 1995 Onita lasciò la guida della federazione per ritirarsi, vendendola ai suoi partner d'affari; nonostante questo sarebbe tornato come lottatore qualche anno dopo.
A partire dal 5 maggio 1999 il lottatore Kodo Fuyuki assunse la guida creativa della federazione, nel contempo licenziando Onita: la sua scelta di abbandonare in buona misura lo stile che aveva reso famosa la federazione per avvicinarsi ad uno stile d'intrattenimento ispirato da quello che la WWF stava facendo in quegli anni, tant'è che mutò il nome della federazione in World Entertainment Wrestling (WEW), nome con il quale era precedentemente noto il solo corpo di governo della FMW, unita a scelte poco apprezzate dai tifosi e discutibili portarono rapidamente l'ormai ex-FMW alla crisi finanziaria.
Il 22 ottobre 2001 una tragedia funestò un evento della federazione durante un match tra Hayabusa e Mammoth Sasaki. Hayabusa tentò di eseguire uno springboard moonsault, una delle sue mosse caratteristiche, ma scivolò accidentalmente sulle corde del ring atterrando malamente di testa, si ruppe il collo e rimase paralizzato.
La federazione chiuse i battenti nel febbraio 2002 ed il suo proprietario si suicidò per i debiti contratti con la Yakuza per via della gestione fallimentare della stessa.
Il 4 marzo 2015, la FMW risorse con il nome Chō Sentō Puroresu FMW (超戦闘プロレスFMW, Chō Sentō Puroresu FMW). Con la nuova FMW che non teneva eventi dal 2018, Onita annunciò nel 2021 che avrebbe fondato, insieme a Hidetaka Kajiki, la Frontier Martial-Arts Wrestling-Explosion (FMW-E), compagnia specializzata in Exploding death match.